# Glenea parasauteri
Glenea parasauteri är en skalbaggsart som beskrevs av Stefan von Breuning 1980. Glenea parasauteri ingår i släktet Glenea och familjen långhorningar.
Artens utbredningsområde är Filippinerna. Inga underarter finns listade i Catalogue of Life.